# ويكيبيديا الأليمانية
ويكيبيديا الأليمانية (الأليمانية:Alemannischi Wikipedia) هي النسخة الأليمانية من موسوعة ويكيبيديا.

## الإحصائيات
| عدد المستخدمين المسجلين | عدد المستخدمين النشيطين | عدد المقالات | صفحات المحتوى | عدد التعديلات | عدد الملفات المرفوعة | عدد الإداريين |
| ----------------------- | ----------------------- | ------------ | ------------- | ------------- | -------------------- | ------------- |
| 111٬118                 | 85                      | 31٬153       | 74٬353        | 1٬066٬452     | 600                  | 7             |

## التقدم
- أكتوبر 2004 - أنشئت المقالة رقم 100.
- نوفمبر 2005 - أنشئت المقالة رقم 1000.
- يونيو 2011 - أنشئت المقالة رقم 10000.[2]
- أكتوبر 2015 - أنشئت المقالة رقم 20000.[3]